# Mercedes-Benz W18

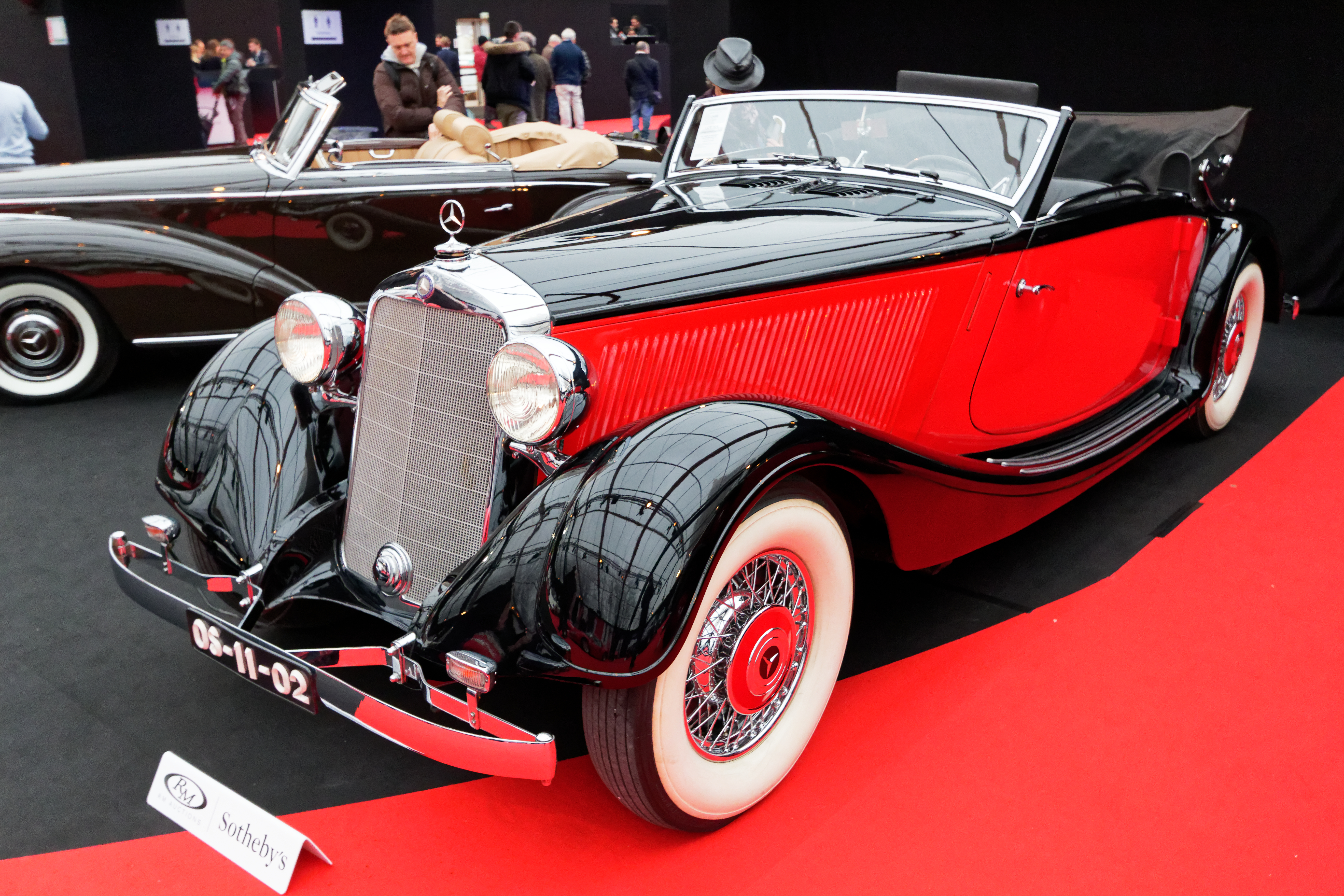
Mercedes-Benz 290 "Cabriolet A" (1937)

Mercedes-Benz W18 — це шестициліндровий автомобіль, представлений як Mercedes-Benz Typ 290 у 1933 році. Він був наступником моделі Typ 350/370 Mannheim з меншим двигуном. Щодо німецького автомобільного бізнесу 1930-х років, він займав ринкову позицію, приблизно еквівалентну тій, яку займав Mercedes-Benz E-класу в останні десятиліття двадцятого століття. У 1937 році W18 був замінений на Mercedes-Benz W142 (Typ 320).

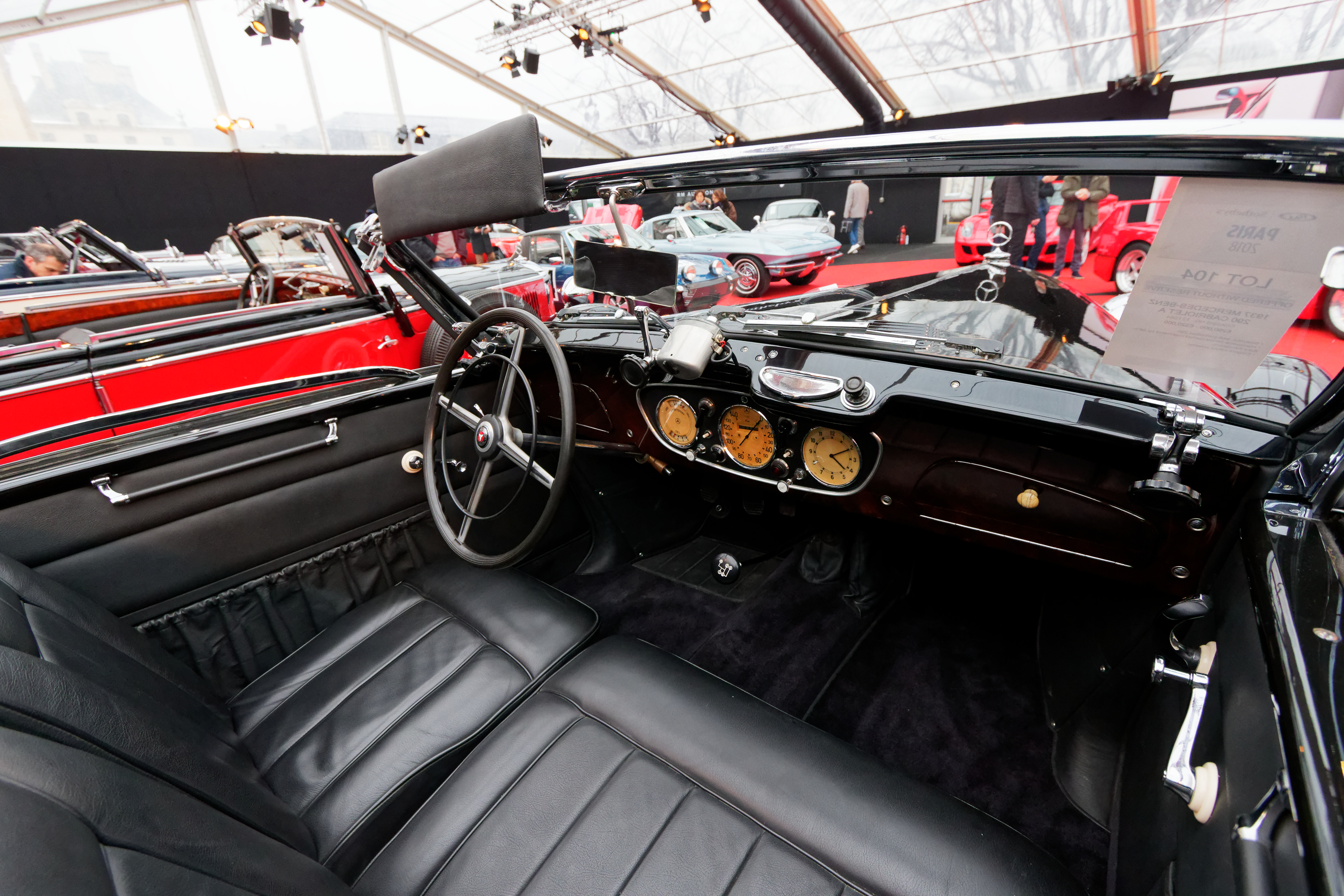

У 1930-х роках Mercedes-Benz випускав кілька різних моделей з назвами, що містять число «290», тому для уникнення двозначності автомобіль часто ідентифікують за заводським номером виробника як Mercedes-Benz W18.
Всього виготовили 7.495 автомобілів.

## Двигуни
- 2,867 см3 M18 I6 60/65 к.с.